# TPD52
TPD52‏ (Tumor protein D52) هوَ بروتين يُشَفر بواسطة جين TPD52 في الإنسان.